# Агарков (посёлок)
Агарков — посёлок в Панинском районе Воронежской области.
Входит в Криушанское сельское поселение.

## География
Посёлок расположен в южной части поселения. Территория вытянута перпендикулярно реки Икорец вдоль береговой балки с небольшим ручьём, являющимся притоком Икорца.

### Улицы
- ул. Комсомольская

## История
В 1900 году это был владельческий хутор воронежского потомственного почётного гражданина Петра Карповича Капканщикова, здесь проживали 6 человек.

## Население
| 2000 | 2005 | 2007 | 2010 |
| ---- | ---- | ---- | ---- |
| 34   | ↘28  | ↘27  | ↗28  |